# Likvefaktionsdegeneration
Likvefaktionsdegeneration, (lat. likvefraktion (omdannelse til væske) og lat. degenerere (forfalde) ).
Betegnelsen kan bruges om de forandringer i basalcellelaget der sker ved oral lichen planus og dækker over en øget væskeansamling (ødem) og lymfocytinfiltration.
 Der er for få eller ingen kildehenvisninger i denne artikel, hvilket er et problem. Du kan hjælpe ved at angive troværdige kilder til de påstande, som fremføres i artiklen.

| Sygdom | Spire Denne artikel om sygdom er en spire som bør udbygges. Du er velkommen til at hjælpe Wikipedia ved at udvide den. |